# Farnham (Surrey)
Farnham – miasto i civil parish w Anglii, w regionie South East England, w hrabstwie Surrey, w dystrykcie Waverley. Leży 16,1 km na zachód od miasta Guildford i 59,4 km na południowy zachód od Londynu. W 2001 roku miasto liczyło 36 298 mieszkańców. W 2011 roku civil parish liczyła 39 488 mieszkańców. Farnham jest wspomniana w Domesday Book (1086) jako Ferneham.